# Владас Міронас
Владас Міронас (лит. Vladas Mironas; 22 червня 1880, Куодішкяй — 18 лютого 1953, в'язниця МГБ СРСР у Владимирі) — литовський політик, громадський діяч, римо-католицький священник. Депутат Литовського Сейму, чотирнадцятий прем'єр-міністр Литви (1938—1939).

## Біографія
Вже у молодості активно підтримував литовський визвольний рух, 1905 року взяв участь у дебатах Великого Литовського Сейму у Вільнюсі. Під час Першої світової війни був обраний до Литовської Таріби. 1918 року став заступником спікера передпарламенту новоствореної держави Литва. Після здобуття Литвою незалежності на деякий час дистанціювався від політики, зосередившись на пастирській діяльності.
1926 року увійшов до складу Сейму ІІІ каденції (1926—1927) за списком християнських демократів.
Після польського ультиматуму Литві 1938 року президент Антанас Смятона призначив Міронаса прем'єр-міністром. Одним з його перших рішень на посаді прем'єра було звільнення міністра закордонних справ Стасиса Лозорайтіса, який провадив провальну зовнішню політику.

### Радянська окупація та ув'язнення
1941 року був заарештований окупаційною владою СРСР, проте за короткий час його звільнили литовські партизани. Повторно ув'язнений 1945. Звільнений за умови співпраці зі сталінською спецслужбою НКВС. Однак після двох років роботи у Вільнюсі 1947 його знову заарештували та вивезли до російської в'язниці у Владимирі. Там його довели до смерті 1953 року.